# Troglodyte des ruisseaux
Cantorchilus semibadius
Espèce
Statut de conservation UICN

 LC  : Préoccupation mineure
Le Troglodyte des ruisseaux (Cantorchilus semibadius) est une espèce de passereaux de la famille des Troglodytidae.

## Distribution
Cette espèce se rencontre au Costa Rica et au Panama.

## Publication originale
- Salvin, 1870 : On the collections of birds of. Veragua. Part II. Proceedings of the Zoological Society of London, vol. 1870, p. 175–219.